# Syntheosciurus brochus
Syntheosciurus brochus (вивірка бороздчасторізцева, бангова гірська вивірка) — вид гризунів родини вивіркових (Sciuridae). Це дрібний звірок з густим і довгим хутром. Довжина тіла 15 см, хвоста — 13 см. Черевна сторона помаранчевого забарвлення, спина темна червонувато-оливкова. Відрізняється від звичайних вивірок формою черепа і будовою зубів.
Живуть вони в Панамі і Коста-Риці. Ці рідкісні тварини мешкають у важкодоступних і маловивчених гірських тропічних вулканічних лісах на висоті 1900—2600 м над рівнем моря. До 1980-х років вид був відомий тільки по 4 екземплярах у музейних колекціях. Це соціальні тварини, вони живуть сім'ями: батьки і потомство. Зустрічаються на висоті 6-12 м, але можуть спускатися і на землю. Вид занесений до Червоної книги IUCN 2006.